# Клакочар-Зупанчич, Уршка
Уршка Клакочар-Зупанчич (урождённая Клакочар, словен. Urška Klakočar Zupančič; род. 19 июня 1977, Трбовле) — словенский юрист и политический деятель. Заместитель председателя партии Движение «Свобода». Председатель Государственного собрания Словении с 13 мая 2022 года, первая женщина на этой должности.

## Биография
Родилась 19 июня 1977 года в Трбовле в СФРЮ.
В 1984—1992 годах училась в начальной школе в городе Севница. В 1992—1996 годах училась в средней школе в городе Брежице. Получила стипендию и училась в 1994—1995 годах в престижной частной школе-интернате Милфилд в английском графстве Сомерсет. В 2001 году окончила юридический факультет Люблянского университета. В 2002 году защитила дипломную работу по теме «Экономическая роль ООН в контексте глобализации». В 2005 году сдала экзамен на адвоката. В 2011 году получила степень магистра в области права по теме «Раздел наследственного имущества в Древнем Вавилоне».
В 2001 году стажировалась в штаб-квартире ООН в Нью-Йорке.
В 2002—2003 годах — юрисконсульт в Словенской экспортной корпорации (ныне государственный Словенский банк экспорта и развития SID). В 2003—2004 годах — стажёр в Высшем суде города Любляны. В 2005—2006 годах — старший советник Окружного суда города Крань. В 2007—2008 годах — старший советник в офисе председателя Верховного суда Словении. В 2008—2021 годах — судья Окружного суда города Любляны.
В 2020 году она стала известна общественности после выражения своего несогласия с текущей политикой правительства, его влиянием на независимость судебной власти и чрезмерным применением репрессий исполнительной властью. Затем она оставила ряды судей. В 2021—2022 годах — директор компании Ipsilaw, которая занимается юридическим и бизнес-консалтингом.
По результатам  парламентских выборов 24 апреля 2022 года избрана депутатом Государственного собрания Словении в избирательном округе Любляна-Шишка III. 13 мая 2022 года, на первом заседании Государственного собрания Словении после выборов избрана председателем. Стала первой женщиной в истории республики, которая заняла пост председателя Государственного собрания после 14 предшественников. На тайном голосовании её поддержали 55 депутатов, 25 проголосовали против. Согласно протоколу председатель Государственного собрания Словении является вторым по важности лицом в стране, сразу после Президента Словении.
В апреле 2021 года опубликовала роман «Грех Греты» (Gretin greh), действие которого происходит во время Тридцатилетней войны. В 2023 году опубликовала роман Sibilina sodba, действие которого происходит в XVII веке.

## Награды
- Орден княгини Ольги III степени (31 марта 2025 года, Украина) — за весомый личный вклад в укрепление межгосударственного сотрудничества, поддержку государственного суверенитета и территориальной целостности Украины[7]